# Юсим, Светлана Рувимовна
Светла́на Руви́мовна Юси́м (род. 29 октября 1941, Волгоград) — украинская художница, представитель абстрактного экспрессионизма.

## Биография
Светлана Юсим родилась 29 октября 1941 года в Сталинграде (ныне Волгоград).
1963 — окончила Одесское государственное художественное училище им. М. Грекова.
1971 — окончила Ленинградский институт живописи, скульптуры и архитектуры им. И. Е. Репина по специальности архитектор (Преподаватель по специальности – Барутчев).
1971—1973 — архитектор «Военпроекта», Одесса.
1973—1993 — художница-монументалистка Одесского художественно-производственного комбината Художественного фонда.
С 1990 — член Национального союза художников Украины.
1993—2003 — преподаватель живописи Одесского государственного художественного училища им. М. Грекова.

## Творчество
Росписи Светланы Юсим находятся в интерьерах Одесского археологического музея, в интерьерах завода «Квант» (г. Ильичевск), межшкольного производственного комбината (г. Одесса).

## Избранные выставки
- II международный бьеннале станковых искусств «Impreza-93» (Ивано-Франковск)
- Выставка «Искусство Украины» в Испании (1995)
- Международный арт-фестиваль (Киев, 1998)
- II международный бьеннале современной графики (Новосибирск, Россия, 2001)
- Выставка-конкурс "Львовский осенний салон «Высокий замок» (Львов, 2000, 2001, 2002).

## Коллекции

#### Музейные коллекции:[1]
- Музей современного искусства Одессы (Одесса, Украина)
- Хмельницкий музей украинского современного искусства (Хмельницкий, Украина)
- Художественный музей Зиммерли в университете Рутгерса (Нью-Джерси, США)
- Новосибирский государственный художественный музей (Новосибирск, Россия)

## Награды
- Почётная премия выставки «Выдающиеся художники Украины-98» (Киев).